# Merengue
A merengue (ejtsd: merenge) a Dominikai Köztársaság és Haiti egyes részeinek nemzeti tánca.

## Eredete
A késő 18. és kora 19. században a fekete rabszolgák látták, hogyan táncolnak a fehérek menüettet és a saját ünnepeiken utánozták gazdáikat. Ám ezek a táncok unalmasak voltak, így hozzáadták saját pergő dobritmusukat és ugrásaikat.
Az eredeti merengue-et nem párok táncolták, hanem körtánc volt, ahol a férfiak és nők egymással szemben állva fogták a másik kezét, karnyújtásnyira. Nem fonódtak össze és az eredeti mozgás csak a vállak rázásából és néhány lépésből állt. Nem volt csípőmozgás, mint ma, mivel az afrikai táncokban nem mozgatják a csípőt. Így a merengue története meglehetősen hasonlít az amerikai Dél Cake Walk-jának kialakulására.

## Jellemzők
Párban táncolják, ahol a partnerek szorosan fogják egymást. Oldal- és körkörös irányba mozognak, kis lépésekkel. Forgatások tarkítják, ám egymás kezét nem engedik el.
Bár a zene tempója őrületes, a felsőtest méltóságteljes marad, és a fordulatok lassúak, általában 4 ütem / lépéssel egy teljes fordulat alatt. Jellemző erre a táncra a közeli tartás. A férfi a jobb kezét a nő derekán tartja, bal kezével pedig a nő jobb kezét fogja szemmagasságban. A térdeket némileg jobbra és balra hajlítják, a csípő pedig követi ezt a mozgást. A férfi és a nő csípője azonos irányba mozog. Válthatnak nyitott tartásba is, különálló forgásokat végezve. Sokféle, színes koreográfia létezik ebben a táncban.
Mára a merengue a salsa kistestvérévé vált.